# شهرستان روسلاره
شهرستان روسلاره (به هلندی: Roeselare) در استان فلاندری غربی  در منطقه فلاندری در کشور بلژیک واقع شده‌است.